# Клейн
Клейн (на английски: Clane; на ирландски: Claonadh) е град в централната източна част на Ирландия. Намира се в графство Килдеър на провинция Ленстър на 32 km западно от столицата Дъблин на река Лифи. Първите сведения за града датират от 520 г. Населението му е 4968 жители от преброяването през 2006 г. 